# Archibasis
Archibasis – rodzaj ważek z rodziny łątkowatych (Coenagrionidae).
Należą do niego następujące gatunki:
- Archibasis crucigera
- Archibasis incisura
- Archibasis lieftincki
- Archibasis melanocyana
- Archibasis mimetes
- Archibasis oscillans
- Archibasis rebeccae
- Archibasis tenella
- Archibasis viola